# Personnages de Nick Cutter et les Portes du temps
 (août 2024).
- Si vous ne connaissez pas le sujet, laissez ce bandeau (vous pouvez alors contacter les auteurs).
- Si vous supprimez le contenu mis en cause (vous pouvez préalablement contacter les auteurs),

argumentez précisément cette suppression dans la page de discussion
(un manque de référence n'est pas un argument ; une recherche réelle de référence doit avoir été effectuée, être formellement documentée).
Cet article présente les personnages de la série télévisée britannique Nick Cutter et les Portes du temps (Primeval).

## Nick Cutter
Le Professeur Nick Cutter est le personnage central et le responsable de l'équipe. Il est interprété par l'acteur Douglas Henshall.

## Claudia Brown
Claudia Brown faisait partie de l'équipe et était chargée des relations extérieures. Elle a disparu lors du retour du Futur, de Nick Cutter. Elle est interprétée par Lucy Brown.

## Jenny Lewis
Jennifer « Jenny » Lewis ressemble à s'y méprendre à Claudia Brown (vu que c'est la même actrice) mais même si elle est physiquement identique elle est organiquement différente, étant donné que le monde avait été modifié. Elle est interprétée par Lucy Brown.

## Abby Maitland
Abby Sarah Maitland est zoologiste. Elle s'habille toujours avec des vêtements de garçon manqué avec des bottes gothiques en cuir noir très grosses elle est amoureuse de Connor son meilleur ami le plus fidèle qu'elle ait jamais eu elle l'invite a loger avec elle mais cela les rapproche plus que tout. Elle est interprétée par Hannah Spearritt.

## Connor Temple
Connor Temple est étudiant. Il est fou amoureux d'Abby. Il est interprété par l'acteur Andrew Lee Potts.